# 佐々木昭雄
佐々木昭雄（ささき あきお、1950年12月27日 - 2023年9月15日）は、日本のジャズ・オルガン奏者。東京都出身。

## 概要
ジャズ・オルガン奏者として演奏活動をするかたわら、ジャズ・オルガンの普及と指導活動
を行う。息子の佐々木秀尚はジャズ・ギタリスト、フュージョンバンドTRIXの３代目ギタリストとして活動している。

## 略歴
1970年「ヤマハエレクトーンコンクール」グランプリ大会入賞。
1971年から海外（ヨーロッパ･アメリカ･東南アジア・ソ連など）にて演奏､指導活動を行う。
1976年、ボストンのバークリー音楽大学に留学、1979年同大学を首席で卒業する。
1980年よりジャズ・アレンジを多く手がける。全国各地でのコンサート及び定例ライブ、公開講座を実施する。またオルガン指導にも力を入れており、数々のアレンジ集,理論書、教則本の出版をする。
2001年12月27日に大阪帝国ホテル、2003年8月30日に東京明治記念館において、演奏指導活動30周年記念ライブを開催した。
2010年12月27日に帝国ホテル東京において、演奏活動40周年を記念したライブ「Jazz Organ Party」を開催。記念CDとして「Jazz Organ Party」がリリースされている。
2023年9月11日に自宅の庭で倒れて頭を強打し緊急搬送されたが、意識を回復することなく、同月15日に死去した。72歳没。訃報は同月20日、息子の秀尚により公表された。

## ディスコグラフィー
- バークリーコネクション (1980年)
  1. オールド・デヴィル・ムーン
  2. ウィロー・ウィープ・フォー・ミー
  3. ジ・アイズ・オブ・ラブ
  4. スピーク・ロウ
  5. ホエン・サニー・ゲッツ・ブルー
  6. セント・トーマス

- Akio Sasaki Quartet in Kobe (1998年10月10日のライブ録音より)
  1. Makin' Whoopee
  2. Star Eyes
  3. Bemsha Swing
  4. Soul Eyes
  5. Spring is Here
  6. Autumn Leaves

- Glide In Blue (2005年)
  1. Blues For J
  2. I Love You For Sentimental Reasons
  3. Stolen Moments
  4. More Than You Know
  5. No Problem
  6. Blame It On My Youth
  7. Fallin Love With Love
  8. Girl Talk
  9. One For Jimmy

- Fly by Night (2006年)
  1. Blue’n Boogie
  2. Doxy
  3. Easy Living
  4. But Not For Me
  5. Nightcap
  6. Have You Met Miss Jones?
  7. Love Walked In

- Jazz Organ Party (2012年)
  1. Blue Moon
  2. Little Peace In C For U
  3. Sonny Moon For Two
  4. Home
  5. Colors
  6. Nothing Personal
  7. The Acrobat

- Organ Papa (2013年)
  1. Organ Papa
  2. If I Were...
  3. Colored
  4. Mellow Blue
  5. Memory of Dream
  6. Ladybug
  7. The Way Back
  8. Pray

## 出版物
- 佐々木昭雄のジャズオルガンでセッションしよう
- オルガン＆ピアノ　スタンダードジャズハンドブック(1) A to J
- オルガン＆ピアノ　スタンダードジャズハンドブック(2) L to Y
- エレクトーングレード5〜3級　ポピュラーシリーズ7　ジャズタイムベスト1
- エレクトーングレード5〜3級　エレクトーンスタイル(3)佐々木昭雄
- エレクトーン7〜6級 STAGEA ポピュラー・シリーズ Vol.23 スタンダード・ジャズ
- エレクトーン7〜6級　ポピュラー・シリーズ Vol.66 スタンダード・ジャズ
- エレクトーン5〜3級　新即興演奏課題集(7)
- エレクトーン JAZZTIME17 佐々木昭雄／スタンダード・スペシャル
- ローランド・コレクションシリーズ 佐々木昭雄 ジャズオルガンコレクション Vol.1
- ローランド・コレクションシリーズ 佐々木昭雄 ジャズオルガンコレクション Vol.2